# 維斯山 (烏里山)
46°48′49.1″N 8°28′41.4″E / 46.813639°N 8.478167°E

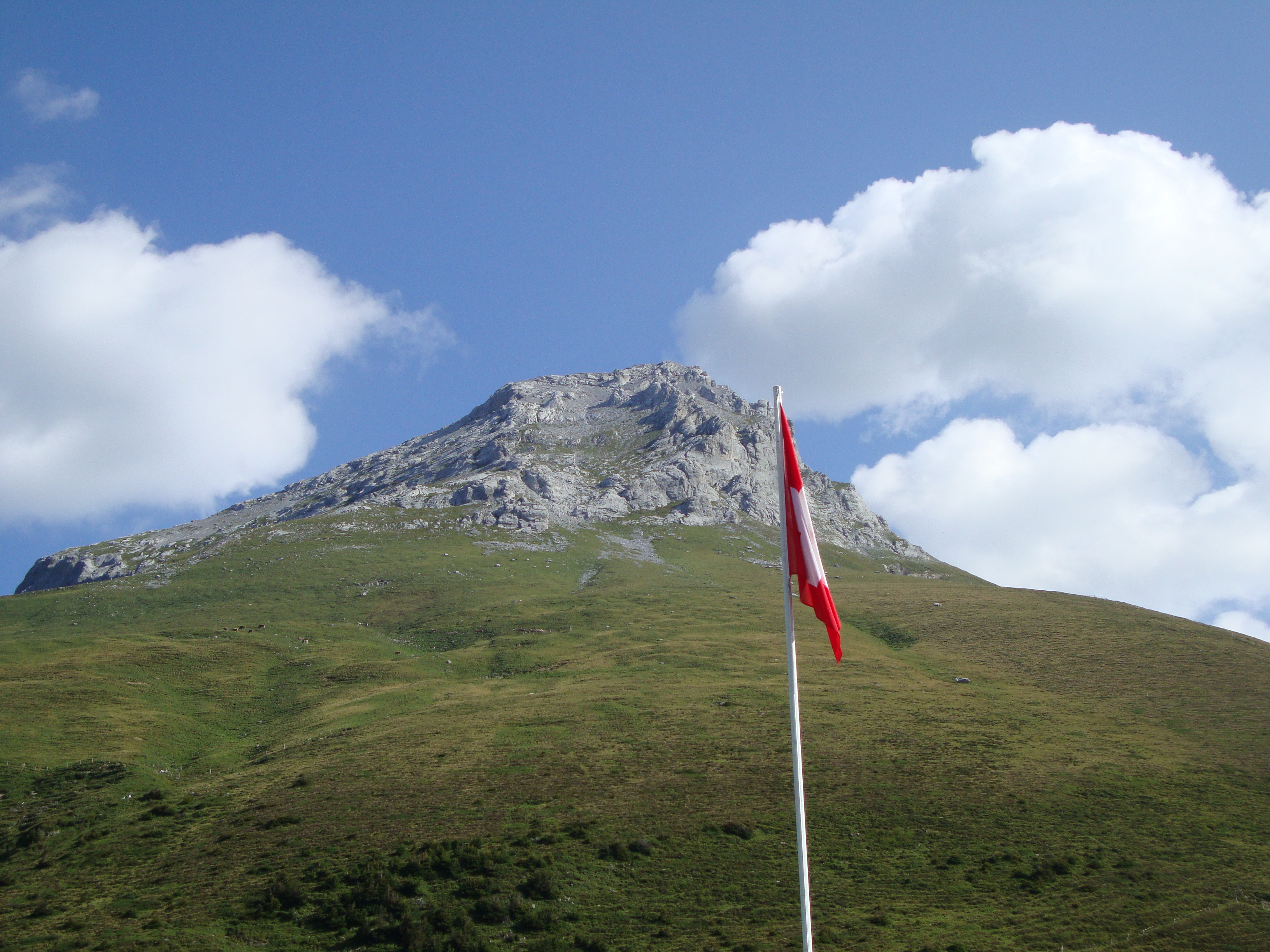

維斯山（Wissberg），是瑞士的山峰，位於該國中部，處於上瓦爾登州和烏里州接壤的邊界，屬於烏里山的一部分，海拔高度約2,627米，每年平均降雨量約2,385毫米。